# Pleurodonte desidens
Pleurodonte desidens е изчезнал вид сухоземно коремоного от семейство Pleurodontidae.

## Разпространение
Видът е бил ендемичен за островите на Мартиника.